# П'ятий елемент
П'я́тий елеме́нт (англ. The Fifth Element, фр. Le Cinquième élément) — англомовний французький фантастичний комедійний бойовик 1997 року режисера і співсценариста Люка Бессона.
На той час це був найдорожчий фільм, будь-коли створений за межами Голлівуду.

## Зміст
Кожні п'ять тисяч років відкриваються двері між вимірами й темні сили прагнуть порушити існуючу гармонію. Кожні п'ять тисяч років Всесвіту потрібний герой, здатний протистояти цьому злу. XXIII століття. Нью-йоркський таксист Корбен Даллас повинен вирішити глобальне завдання — порятунок всього роду людського.
Зло у вигляді розжареної маси, наділеної інтелектом, насувається на Землю. Перемогти його можна, тільки зібравши воєдино чотири елементи (вони ж стихії — земля, вода, повітря і вогонь) і додавши до них загадковий п'ятий елемент.
Найцікавішою особливістю фільму є арія діви Плавалагуни, перша частина якої заснована на «Лючії з Ламмермуру» Гаетано Доніцетті. Діапазон албанської співачки Інва Мула розширений з двох октав до чотирьох з половиною, що виходить за межі людських можливостей.

## У ролях
- Брюс Вілліс — Корбен Даллас
- Мілла Йовович — Лілу Мінай Лекараріба-Ламінай-Ткай Екбат Де Себат («П'ятий елемент»)
- Ґері Олдмен — Жан-Батіст Емануель Зорг
- Ієн Голм — отець Віто Корніліус
- Кріс Такер — Рубі Род
- Люк Перрі — Біллі
- Брайон Джеймс — генерал Мунро
- Том Лістер — президент Ліндберг
- Майвенн Ле Беско — Діва Плавалагуна
- Елл Метьюс — генерал Тюдор
- Матьє Кассовітц — грабіжник

## Українське озвучення
- Двоголосе закадрове озвучення студії «1+1» (1998). Ролі озвучували: Володимир Нечепоренко та Тетяна Антонова. З цим озвученням транслювались на каналах «1+1», «2+2», «ТЕТ» та «Новий канал».
- Двоголосе закадрове озвучення телеканалу «СТБ» (2007). Ролі озвучували: Ярослав Чорненький та Ніна Касторф.
- Старе багатоголосе закадрове озвучення студії «Так Треба Продакшн» на замовлення телеканалу «ICTV» (2013). Ролі озвучували: Анатолій Пашнін, Олег Стальчук, Володимир Терещук та Світлана Шекера. З цим старим озвученням транслювались на каналах «1+1», «2+2», «ТЕТ» та «ICTV».
- Нове багатоголосе закадрове озвучення студії «Так Треба Продакшн» на замовлення телеканалу «Воля Cine+» (2018). Ролі озвучували: Євген Пашин, Володимир та Дмитро Терещуки, Марина Локтіонова.

## Виробництво
Люк Бессон написав оригінальний сценарій, коли був у старшій школі.
Мова Лілу була винайдена режисером Люком Бессоном і допрацьована Міллою Йовович, яка мала невеликі проблеми навчання та розвитку з цим, оскільки вона вже володіла 4 мовами. Але до кінця зйомок вони були в змозі розмовляти цією мовою.
Вибух у головному залі Флостона був найбільшим критим вибухом, який коли-небудь знімали. В результаті пожежа вийшла з-під контролю.

## Критика
П'ятий елемент має 71% свіжості на Rotten Tomatoes, ґрунтуючись на 58 відгуках. Він має зважену оцінку 52/100 на Metacritic на основі 22 професійних оглядів.
П'ятий елемент поляризував критиків під час релізу. Кевін Томас з Los Angeles Times описав фільм як «складну, навіть манірну фантастичну феєрію, що майже так само важко наслідує торішню «Місію нездійсненну». Він дійшов висновку, що П'ятий Елемент був «набагато теплішим, веселішим і може похвалитися одним з найскладніших, дотепніших процесів виробництва та костюмами, які ви могли коли-небудь сподіватися побачити». На шоу At the Movies Роджер Еберт і Джин Сіскель дали фільму оцінки як «пальці вгору»; У своєму огляді для Chicago Sun-Times Еберт дав фільму 3 зірки з 4, назвавши його «одним з найвеличніших тупих кіно», і закінчуючи тезою «я не пропустив би побачити цей фільм, і я рекомендую його через своє багатство образів. Але для 127 хвилин, що здається розумною довжиною фільму, він грає довго».

## Цікаві факти
- Відновлена за ДНК Ліло одягнена в костюм Марії з фільму Метрополіс 1927 року[джерело?].

- «Паразити», від яких очищують шасі корабля, зроблені у вигляді іграшок Boglin[en], що були популярні у 1980-х роках.

- Головний протагоніст (Корбен Даллас) та його антагоніст (Емануель Зорг) протягом картини жодного разу не зустрічаються й навіть не розмовляють один з одним.